# Curt Silberman
Pour les articles homonymes, voir Silberman.
Curt Charles Silberman, de son nom de naissance Kurt Leo Silbermann (né le 23 mai 1908 à Wurtzbourg, mort le 9 septembre 2002 à Livingston (New Jersey)) est un avocat germano-américain.

## Biographie
Kurt Silbermann est élève du Realgymnasium Würzburg et étudie le droit à Würzburg, Munich et Berlin. En 1931, il obtient son doctorat à Würzburg avec une thèse sur le droit commercial. Il commence son stage juridique à Würzburg et Ingolstadt. Silbermann est membre de Blau-Weiss, de la Jung-Jüdischer Wanderbund et de la fraternité étudiante Salia. Après la passation du pouvoir aux nazis en 1933, il est démis de ses fonctions de juriste en raison de la loi sur la fonction publique.
Il devient alors membre de Jüdischer Kulturbund, membre du conseil d'administration du groupe sioniste local de Würzburg et en 1935 membre du conseil d'administration de la communauté juive de Würzburg. Il est l'un des rares consultants en économie et en devises agréés en Bavière et conseille environ les deux tiers des juifs de Basse-Franconie qui se préparent à l'émigration. En 1937, il épouse Else Kleemann. Lors de la nuit de Cristal en novembre 1938, il est emprisonné pendant trois jours.
Else et Kurt Silbermann émigrent aux États-Unis fin novembre 1938, il trouve un emploi en tant que consultant auprès du Service de la famille et de l'enfance de la Fédération juive et dans l'administration des réfugiés du New Jersey. Il étudie le droit à l'université Rutgers à partir de 1943 et obtient son doctorat en 1947. En 1948, il est admis comme avocat, en 1954 comme conseiller en droit, en 1957 admis à la Cour suprême des États-Unis. Dans son cabinet d'avocats, il se spécialise dans le droit international privé et représente des demandes de restitution.
Silberman occupe des postes de direction dans les associations juives aux États-Unis, il est un fondateur et de 1963 à 1986 président de la Fédération américaine des juifs d'Europe centrale, à partir de 1975, il a été coprésident du "Conseil des juifs d'Allemagne", il est membre du conseil d'administration du "Jewish Philantropic Fund of 1933", membre du conseil d'administration de l'institut Leo Baeck de New York, qu'il aide à fonder, et président de la "Research Foundation for Jewish Immigration". Silberman est membre du comité exécutif de la Jewish Claims Conference. Il vit à West Orange (New Jersey) et siège au conseil de la synagogue Temple B'nai Abraham à Livingston, quand Joachim Prinz est rabbin. Silberman et sa femme fondent un programme d'études juives et sur l'Holocauste au Middlebury College, qui lui donne un doctorat honorifique en 1995.